# Moral Majority
Moral Majority was een politieke organisatie die vanaf het eind van de jaren 70 een invloedrijke evangelicaal christelijk-georiënteerde lobby voerde in de Verenigde Staten. De organisatie werd in 1989 opgeheven.

## Geschiedenis

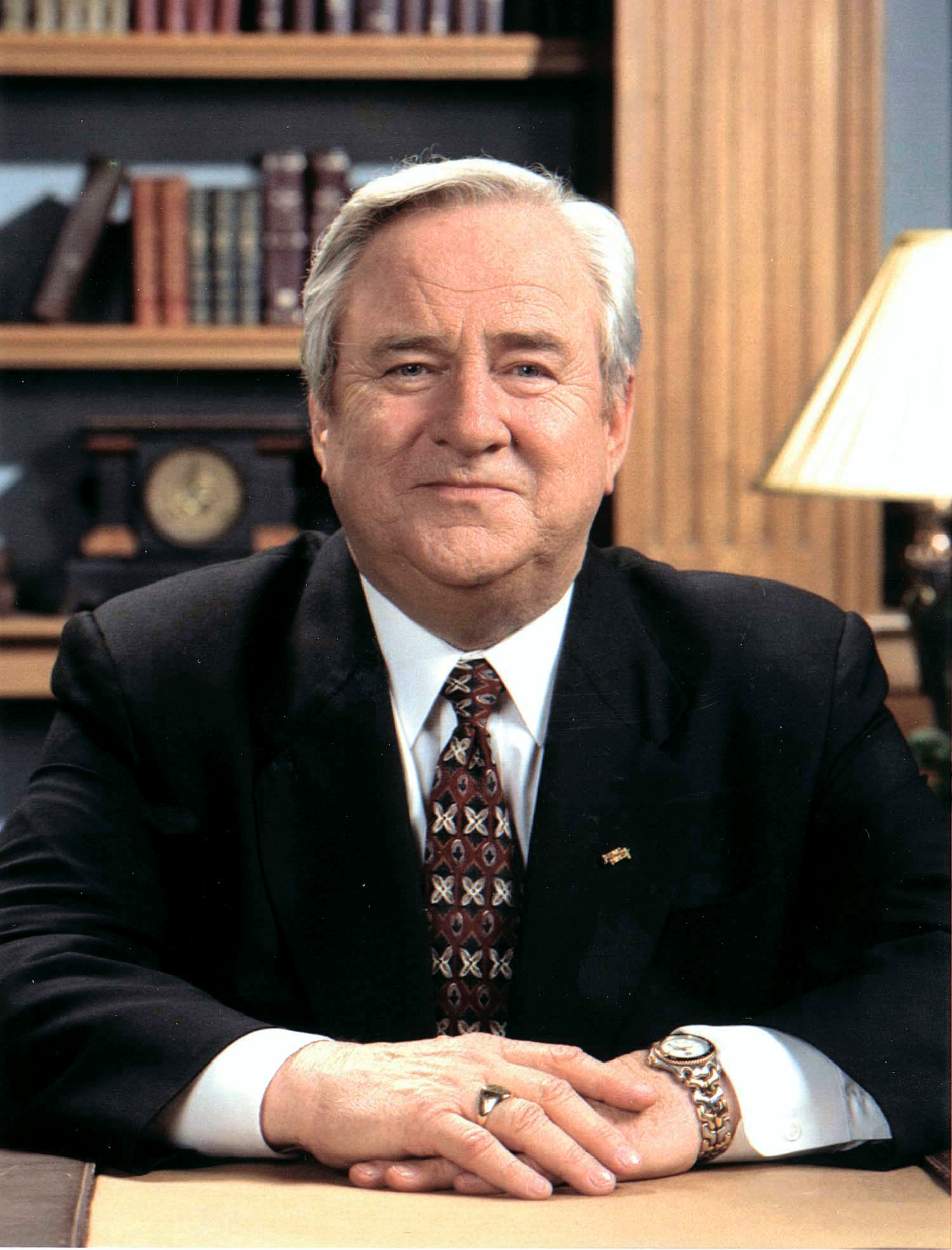
Jerry Falwell, oprichter en bekendste woordvoerder van Moral Majority

Moral Majority werd opgericht naar aanleiding van een machtsstrijd binnen de Amerikaanse conservatief christelijke belangengroep Christian Voice, in 1978. Op een persconferentie dat jaar zei de oprichter van Christian Voice, Robert Grant, dat religieus rechts een farce was, en geleid werd door "drie katholieken en een jood". Paul Weyrich, Terry Dolan, Richard Viguerie (op wie Grant doelde met 'de katholieken') en Howard Phillips ('de Jood') verlieten daarop Christian Voice. Tijdens een bijeenkomst in 1979 drongen zij er bij televisiepredikant Jerry Falwell op aan Moral Majority op te richten. Dit werd eveneens het begin van the New Christian Right, de christelijke Nieuw-Rechtse beweging in de VS.
Er bestaan contradictorische verslagen over de politieke motivatie van de beweging. Falwell en andere leiders uit de beweging claimen dat ze vooral gemotiveerd werden door de 'Roe v. Wade'-beslissing van het Hooggerechtshof van de Verenigde Staten, waarin beslist werd dat abortus niet door de federale overheid verboden kon worden. Volgens Falwell kwam de Moral Majority op de been om zich hiertegen te verzetten. Recent historisch onderzoek laat echter zien dat het accurater is om de Moral Majority te zien als een reactie op de 'Brown v. Board of Education'-beslissing, waarin het onconstitutioneel werd verklaard om onderwijs te scheiden op basis van ras. Falwell en andere priesters claimden dat religieuze instituten het recht moesten hebben om te blijven segregeren. Falwells eigen universiteit, Liberty University, werd vijf jaar na de beslissing van het Hooggerechtshof opgericht en was een gesegregeerde school.
Initieel had de Moral Majority weinig succes door de grote focus op segregatie en andere racistische thema's. De beweging kende echter groot succes toen het in de tegenaanval ging op enkele feministische overwinningen uit de jaren zeventig en tachtig. Falwell werd een nationaal boegbeeld in de campagne tegen abortus. De beweging sloot zich ook aan bij de strijd van conservatieve activiste Phyllis Schlafly tegen het Equal Rights Amendment, een amendement aan de Amerikaanse constitutie dat het verbood om te discrimineren op basis van iemands geslacht. Schlafly en de Moral Majority beargumenteerden dat dit amendement "het traditioneel gezin zouden vernietigen." Er bestaat hier geen bewijs voor.
Moral Majority bestond uit conservatief christelijke politieke actiegroepen, die zich inzetten voor onderwerpen die volgens de leden van die groep van belang waren voor de handhaving hun christelijke notie van morele wetten. De organisatie was ervan overtuigd dat deze notie door de meerderheid van de Amerikanen werd gedeeld, wat ook de reden was achter de keuze voor de naam van de beweging. Zij claimden dat de Verenigde Staten in een cultuurstrijd verwikkeld waren tussen goddeloze progressieven en christelijke conservatieven. De achterban van de organisatie bestond al snel uit miljoenen leden, wat Moral Majority tot een van de grootste conservatieve lobbygroepen in de Verenigde Staten maakte. Naar verluidt bezorgde de organisatie Ronald Reagan twee derde van de blanke evangelicale stemmen tijdens de presidentsverkiezingen in 1980, waarin Reagan de Democratische kandidaat en zittende president, Jimmy Carter, versloeg.
Moral Majority had aanhangers in de beide grote politieke partijen in de Verenigde Staten, maar had binnen de Republikeinse Partij beduidend meer invloed dan binnen de Democratische Partij. Falwell was de bekendste woordvoerder van de organisatie gedurende de jaren 80. Tegen het einde van de jaren tachtig kwam de beweging steeds meer onder vuur door zowel christelijke als progressieve commentatoren. Critici stelden dat de Moral Majority "noch moreel, noch een meerderheid" was. Uiteindelijk werd de organisatie formeel opgeheven in 1989 door financiële problemen. Tegen 1982 was Moral Majority groter dan Christian Voice, zowel wat achterban als invloed betreft. Na de opheffing van de organisatie gingen een hele hoop leden en organisaties over in de Christian Coalition of America, een christelijk netwerk dat werd opgericht op initiatief van Pat Robertson. In 1981 leidde een reeks onthullingen door verslaggever Michael Stephen Clark (die daarvoor een nominatie voor de Pulitzer-prijs ontving), tot kritiek op de interactie tussen Moral Majority en de Republikeinse Partij.

## Activiteiten en ideologie
Onderwerpen waar Moral Majority zich voor inzette waren onder meer:
- Het verbieden van abortus.
- Tegen het desegregeren van scholen.
- Tegenstand tegen erkenning en acceptatie van homoseksualiteit door de staat.
- Tegenstand tegen het Equal Rights Amendment, een voorstel voor een aanpassing van de Amerikaanse grondwet om gelijke rechten voor iedereen, ongeacht seksuele geaardheid, wettelijk te garanderen.
- Tegenstand tegen de Strategic Arms Limitation Talks.
- Implementatie van een traditionele visie op familieleven.
- Verbod op mediauitingen die een "anti-familie" boodschap uitdragen.

De Moral Majority wordt vaak als origine gezien van religieus rechts, een van de belangrijkste politieke fracties in de Verenigde Staten. Voor de jaren zeventig waren religieuze opvattingen geen betrouwbare indicator van sociale of politieke opvattingen. Zo waren veel christenen in deze periode niet tegen abortus en zagen velen dit zelfs niet als een belangrijk politiek onderwerp. Het wordt als de grote innovatie van de Moral Majorityi gezien om conservatieve morele standpunten, religieuze standpunten en de Republikeinse Partij aan elkaar te linken.
Vooral de homofobe retoriek van de beweging heeft een grote impact gehad op de politiek van de jaren tachtig. Alhoewel de beweging er in de jaren zeventig vooral voor opteerde om hun opvattingen over de LGBTQ+-gemeenschap te formuleren als een verdediging van "het traditioneel gezin," werden hun aanvallen steeds explicieter tijdens de jaren tachtig. Volgens experts hebben ze een grote impact gehad op de nationale attitude ten opzichte van AIDS in de jaren tachtig, die ontzettend veel mensen het leven heeft gekost.

## De Moral Majority Coalition
In november 2004 bracht Falwell de naam Moral Majority opnieuw tot leven, door de oprichting van een nieuwe organisatie met de naam The Moral Majority Coalition. Het doel van deze nieuwe organisatie is de 'evangelische revolutie' voort te zetten om de verkiezing van conservatieve politici te bevorderen. Falwell noemde de organisatie een '21ste-eeuwse herrijzenis van de Moral Majority', en zegde toe de organisatie ten minste vier jaar lang te zullen leiden. Hij overleed echter op 15 mei 2007.